# Prêmio Arthur L. Day
O Prêmio Arthur L. Day (em inglês:  Arthur L. Day Prize and Lectureship) é um prêmio de geociências concedido pela Academia Nacional de Ciências dos Estados Unidos. O prêmio consta também na apresentação de uma palestra do laureado. É denominado em memória de Arthur Louis Day.
Existe também a Medalha Arthur L. Day da Sociedade Geológica dos Estados Unidos.

## Laureados[1]
- 1972 Hatten Schuyler Yoder
- 1975 Drummond Hoyle Matthews e Frederick Vine
- 1978 John Verhoogen
- 1981 Gerald Joseph Wasserburg
- 1984 Allan Verne Cox
- 1987 Harmon Craig
- 1990 Ho-kwang Mao
- 1993 Hiroo Kanamori
- 1996 James Gilbert Anderson
- 1999 Sean Solomon
- 2002 Wallace Smith Broecker
- 2005 Herbert Huppert
- 2008 Stanley Robert Hart
- 2011 Richard Lawrence Edwards
- 2014 Richard Alley
- 2017 Susan Solomon